# Ropica schurmanni
Ropica schurmanni är en skalbaggsart som beskrevs av Stefan von Breuning 1983. Ropica schurmanni ingår i släktet Ropica och familjen långhorningar. Inga underarter finns listade i Catalogue of Life.